# Kyprej
Kyprej (Lythrum) je rod tvořený asi 36 druhy jednoletých nebo vytrvalých rostlin s květy růžové až fialové barvy, jsou rozšířené převážně v mírném a teplém pásmu na obou stranách zeměkoule.

## Taxonomie
V České republice je možno ve volné přírodě nalézt, i když některé nelehce, tyto 4 druhy:
- Kyprej vrbice (Lythrum salicaria) L. – vytrvalá rostlina, běžný druh v ČR
- Kyprej prutnatý (Lythrum virgatum) L. – vytrvalá rostlina, zařazena do kategorie C2 (silně ohrožený druh)
- Kyprej yzopolistý (Lythrum hyssopifolia) L. – jednoletá rostlina, zařazena do kategorie C2 (silně ohrožený druh)
- Kyprej sítinovitý (Lythrum junceum) Banks & Sol. – vytrvalá rostlina, v naší přírodě nepůvodní druh, zaznamenán prvně v roce 1965[2][3]

## Popis
Jsou to hygrofyty anebo helofyty s habitem menších keřů nebo bylin které mohou být jednoleté nebo vytrvalé. Kmínky, lodyhy (někdy hranaté) a větve jsou převážně lysé, často bývají prutnaté. Listy bez palistů jsou polopřisedlé nebo s krátkými řapíky a vyrůstají střídavě, vstřícně nebo v přeslenech po třech. Listové čepele jsou celistvé a mívají tvar eliptický, podlouhlý, vejčitý nebo čárkovitý.
Čtyř až šestičetné květy bývají různočnělečné, dvoutvaré nebo třítvaré. Jsou oboupohlavné a vyrůstají v úžlabí listů nebo na koncích lodyh, jednotlivě, v několikakvětých vidlanech nebo svazečcích či terminálních klasech. V květu bývá vyvinuta češule, okvětí má zřetelný kalich i korunu vyrůstající v samostatných přeslenech. Trubkovitý nebo zvonkovitý kalich má stejné, nepřekrývající se trojúhelníkovité lístky. Koruna (zřídka chybějící) má lístky vejčité nebo obvejčité barvy růžové, fialové nebo modré. Výhradně plodné tyčinky, převážně nestejných délek, vyrůstají uvnitř češule v jednom až třech kruzích a bývá jich 2 až 12. Prašníky se otvírají podélnými štěrbinami. Synkarpní gyneceum je tvořeno dvěma plodolisty, semeník je dvoupouzdrý (po 5 až 50 vajíčkách), placentace je axiální. Jedna čnělka nese hlavičkovou bliznu. Květy jsou opylovány hmyzem.
Plody jsou tobolky, někdy uzavřené v češuli, otvírají se dvěma chlopněmi, hladká drobná semena nemají endosperm. Rozmnožují se semeny nebo plazivými oddenky.

## Význam
Některé druhy kypreje se občas vysazují jako květem ozdobná rostlina do vlhkých zahradních partií, jiné se již jen v omezené míře ještě používají v lidovém léčitelství. O nerovnoměrném rozšíření a o dosud nepoznaných specifikách jednotlivých druhů svědčí i skutečnost, že druhy (např. kyprej yzopolistý) které na jednom kontinentě zacházejí na úbytě (Evropa), na jiných se stávají nepříjemně se rozšiřujícím invazivním plevelem (Amerika, Austrálie).

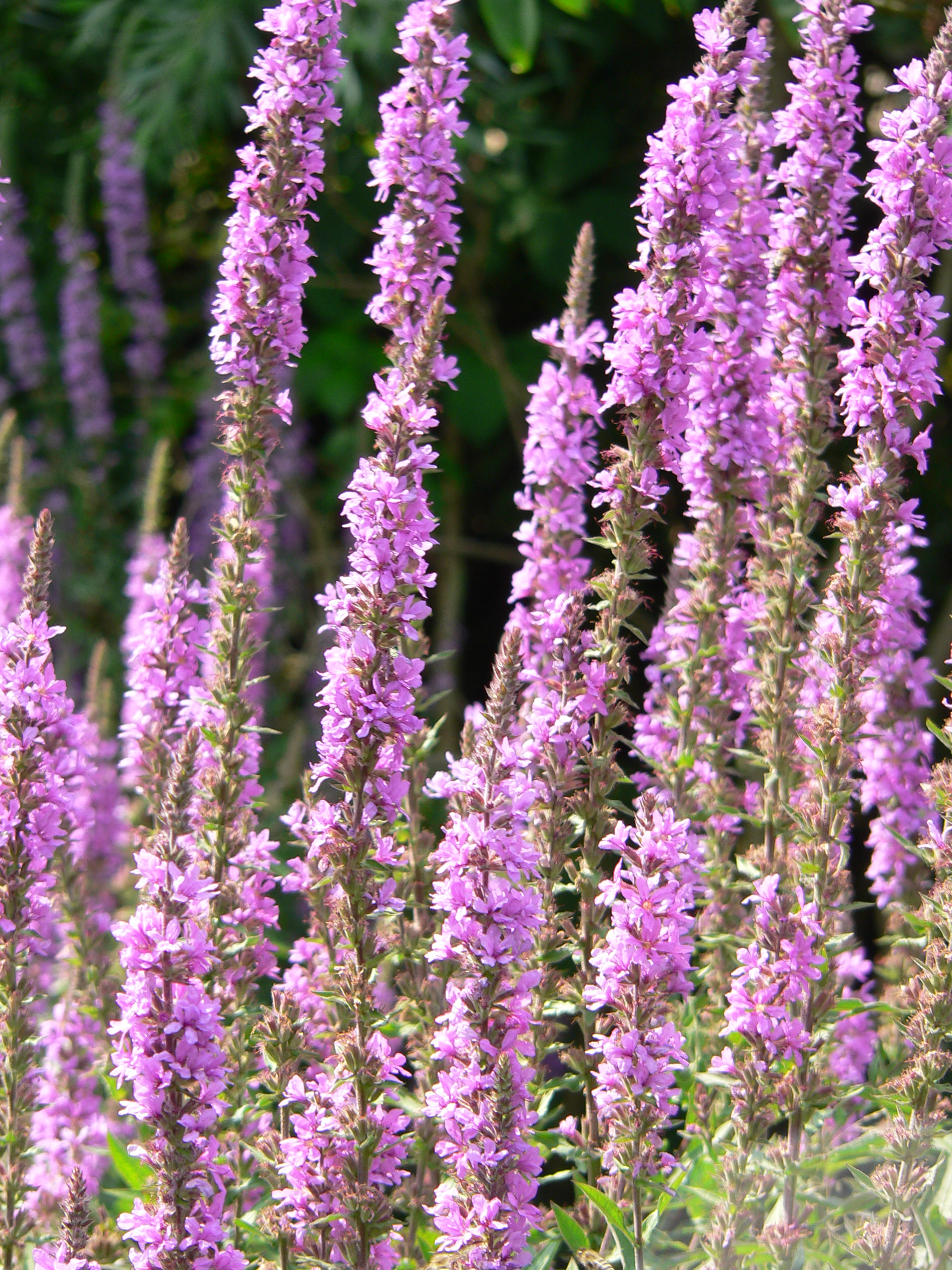
Kyprej vrbice
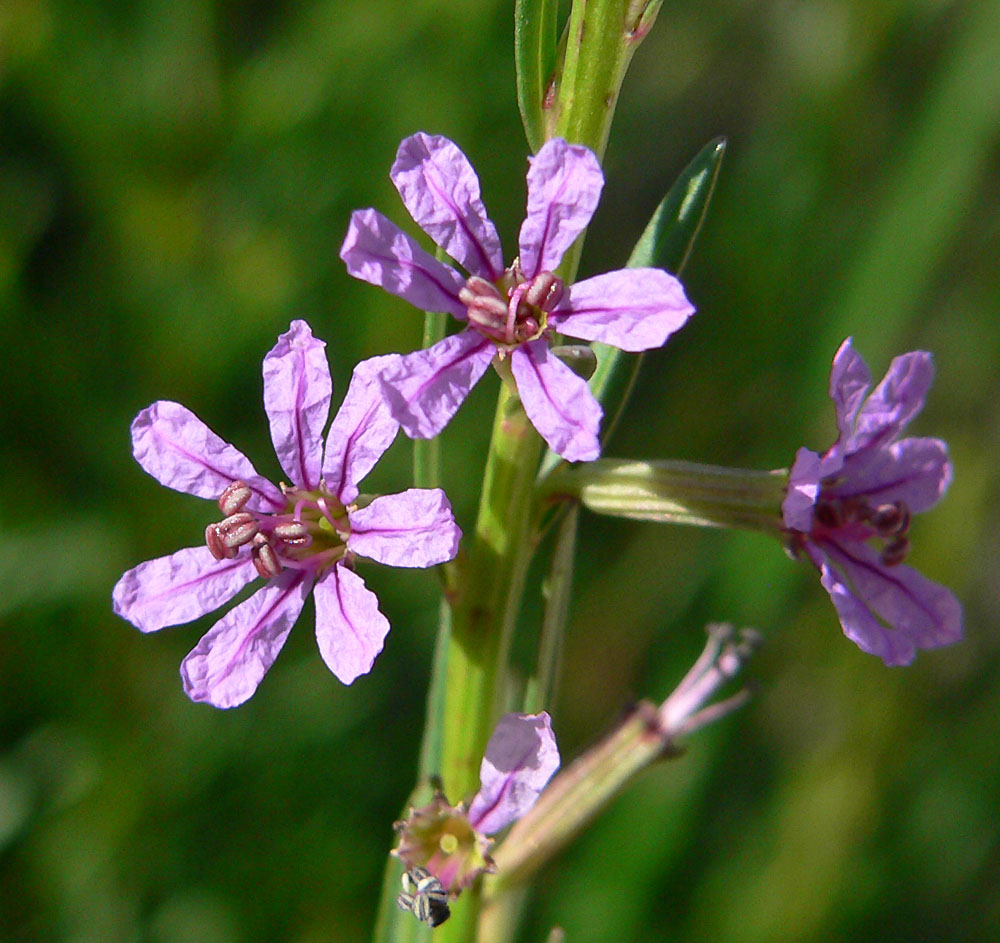
Lythrum californicum
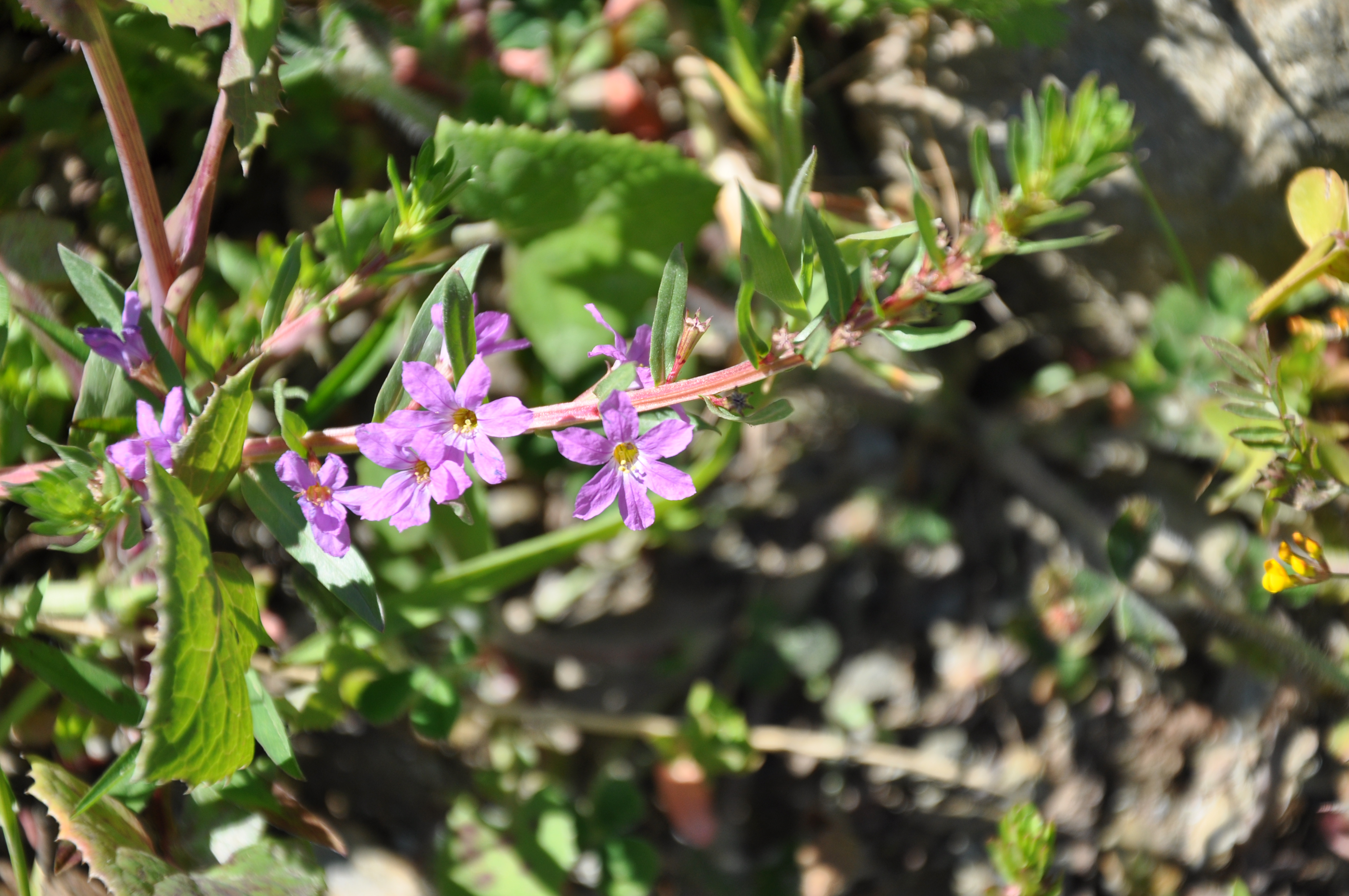
Kyprej sítinovitý
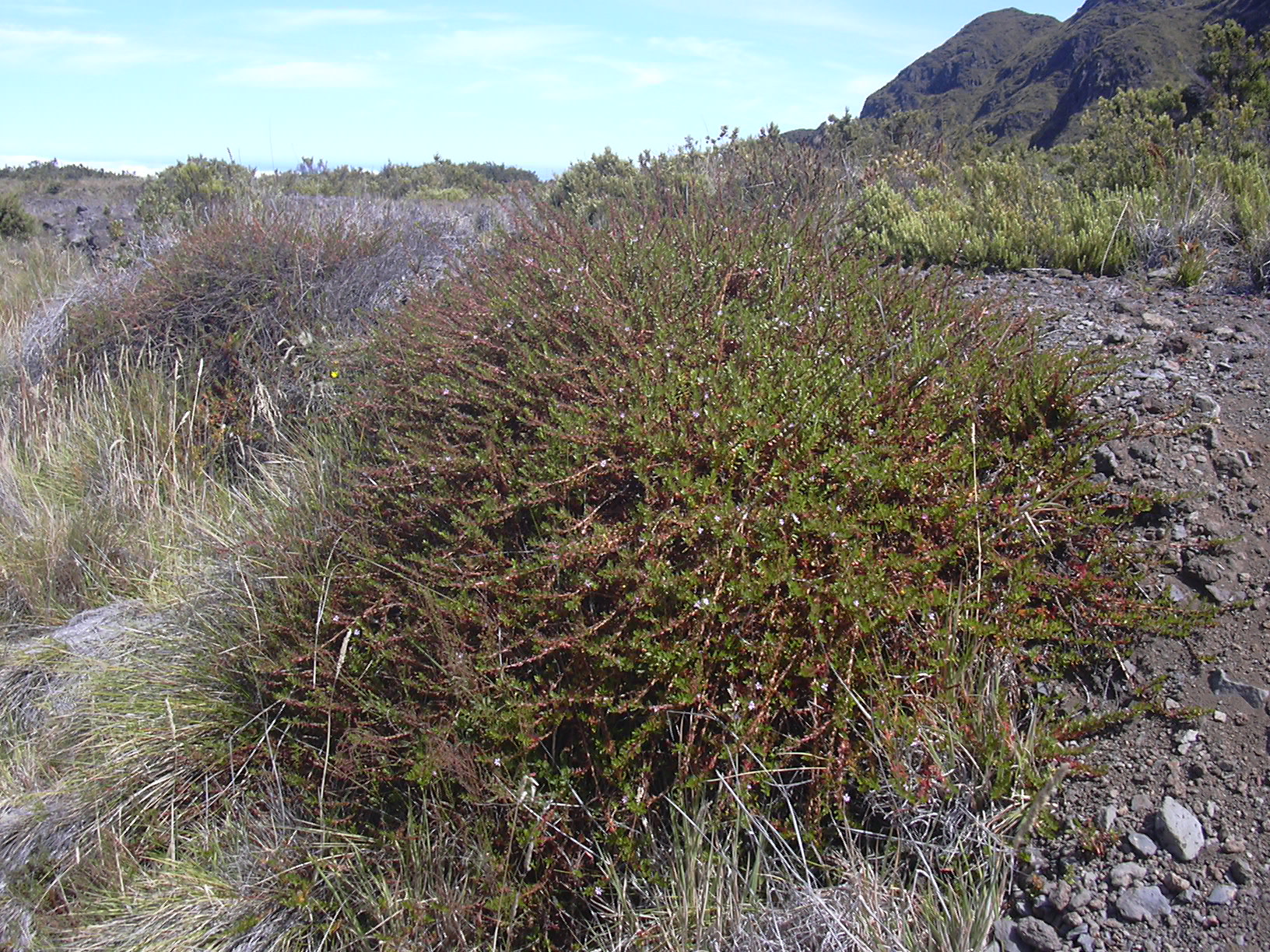
Lythrum maritimum